# Ruta 601 (Costa Rica)
La Ruta 601, oficialmente Ruta Nacional Terciaria 601, es una ruta nacional de Costa Rica ubicada en las provincias de Guanacaste y Puntarenas.

## Descripción
En la provincia de Guanacaste, la ruta atraviesa el cantón de Abangares (los distritos de Las Juntas, Colorado).
En la provincia de Puntarenas, la ruta atraviesa el cantón de Puntarenas (los distritos de Chomes, Manzanillo).